# Atwater (Kalifornia)
Atwater város az USA Kalifornia államában, Mendocino megyében. Lakosainak száma 31 970 fő (2020. április 1.).

## Népesség
A település népességének változása:

| 2010 | 28 168 |
| 2020 | 31 970 |